# Dyrosauridae
Dyrosauridae — родина вимерлих неозухійських крокодилоподібних, що жили з пізньої крейди (маастрихту) до еоцену. Скам'янілості дирозавридів поширені по всьому світу, їх знайшли в Африці, Азії, Європі, Північній та Південній Америці. Наразі відомо понад дюжина видів, які сильно відрізняються за загальним розміром і формою черепа. Більшість з них були водними, деякі — наземними, інші — повністю морськими, причому види мешкали як у прісноводних, так і в морських середовищах. Дирозавриди, що живуть в океані, були одними з небагатьох морських рептилій, які пережили вимирання в крейдяно-палеогеновому періоді.

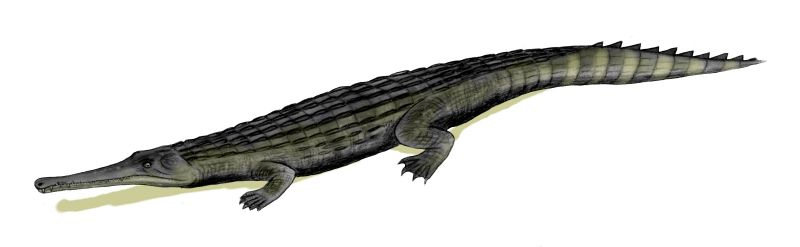
Реконструкція Дирозавра

Дирозавриди являли собою групу в основному морських чотириногих з довгою щелепою, схожих на крокодила, довжиною до 6 метрів. Найбільшим дирозавридом, ймовірно, був Phosphatosaurus, довжина якого оцінюється в 9 метрів. Зовнішні ніздрі на задньому кінці морди та внутрішня носова раковина крилоподібної кістки вказували на звичку полювати під час плавання, маківка голови була над водою, що дає змогу дихати під час переслідування здобичі.